# Región de Kavango

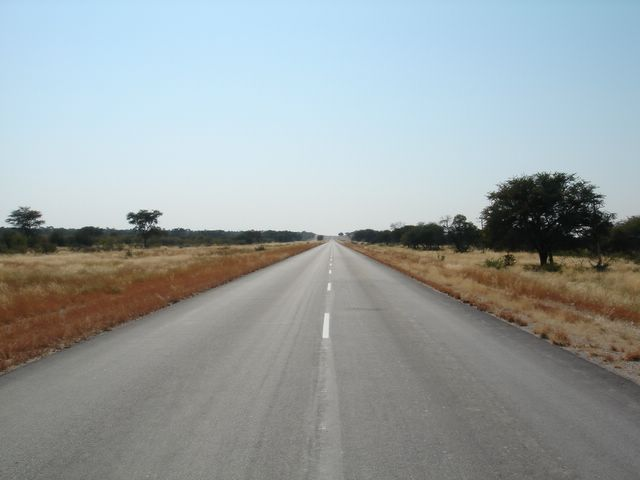
La autopista Trans-Caprivi.

Kavango fue una de las trece regiones de Namibia. Recibe el nombre de la etnia kavango.
A causa de su precipitación algo más alta que la mayoría de las regiones de Namibia, esta región posee un verdadero potencial agrícola para el cultivo de una gran variedad de especies. Tiene asimismo potencial para silvicultura y agro-forestación, que estimularía la industria mobiliaria y otras relacionadas.
Tiene una superficie de 43.418 km², que en términos de extensión es similar a la de Dinamarca. Al norte limita con Cuando Cubango (Angola) y al sureste con el distrito noroeste de Botsuana. Internamente limita con Zambezi al este, Otjozondjupa al sur, Oshikoto al oeste y Ohangwena al noroeste.

## Población
La región se caracteriza por su extremadamente desigual distribución de la población. El interior está escasamente poblado, mientras que en la franjaa más al norte, especialmente a lo largo del río Okavango, tiene una alta concentración de población. La pesca de subsistencia es importante y posibilitaría la expansión a un comercio de bases sustentables en orden a complementar los ingresos locales. La promoción del turismo, tal vez en conjunción con la Región de Zambezi, también merece atención; esto podría estimular las artesanías y tallado en madera locales.

## Transporte
Existe una particular escasez de caminos con dirección norte-sur en la región, aparte de la ruta principal Rundu-Grootfontein. Rundu tiene una pista de aterrizaje promedio que le permite encargarse a aviones de tipo mediano sólo de día. La instalación de una torre de control permitiría encargarse del aerotransporte de pasajeros y carga en todo tipo de clima. La pobre condición de los caminos y las largas distancia tiene un efecto negativo sobre el turismo; esta situación será mejorada cuando se complete la autopista Trans-Caprivi.

## Distritos electorales
La región comprende seis distritos electorales: Mpungu, Kahenge, Kapako, Rundu, Mashari y Ndiyona.

## División
La Cuarta Comisión de Delimitación de Namibia, responsable de recomendar a las divisiones administrativas del país sugirió en agosto de 2013 para dividir la región de Kavango en dos. El presidente Hifikepunye Pohamba promulgó las recomendaciones. Como resultado, se han creado las nuevas regiones de Kavango del Este y Kavango del Oeste.